# 上野村 (山梨県)
上野村（うえのむら）は山梨県西八代郡にあった村。現在の市川三郷町上野にあたる。

## 地理
- 河川：芦川

## 歴史
- 1889年（明治22年）7月1日 - 町村制の施行により、近世以来の上野村が単独で自治体を形成。
- 1954年（昭和29年）11月3日 - 大塚村および下九一色村の一部（大字畑熊・中山・垈・高萩・三帳・下芦川）と合併して三珠町が発足。同日上野村廃止。
- 2005年（平成17年）10月1日 - 三珠町が市川大門町・六郷町と合併して市川三郷町が発足。

## 名所・旧跡・観光スポット・祭事・催事
- 一瀬桑

## 交通

### 鉄道路線
- 日本国有鉄道
  - 身延線
    - 甲斐上野駅

### 道路
- 国道140号